# Fumiteru Nakano
Fumiteru Nakano (jap. 中野文照 Nakano Fumiteru; ur. 13 stycznia 1915 w Mizunami, prefektura Gifu, zm. 30 grudnia 1989 w Seto) – japoński tenisista, reprezentant w Pucharze Davisa.

## Kariera tenisowa
Nakano był czołowym graczem japońskim w dobie poprzedzającej wybuch II wojny światowej i należał zarazem do tych tenisistów, którzy nie bez sukcesów próbowali kontynuować karierę w latach powojennych. Kilkakrotnie występował w turniejach wielkoszlemowych. W 1937 doszedł do III rundy Wimbledonu, ulegając reprezentantowi gospodarzy Ronaldowi Shayesowi w czterech setach. W tymże roku był w IV rundzie międzynarodowych mistrzostw USA, gdzie również w czterech setach przegrał z Bobbym Riggsem, niebawem pierwszą rakietą świata. W tej samej edycji mistrzostw USA IV rundę (1/8 finału) osiągnął również drugi Japończyk Jirō Yamagishi, ale na powtórzenie takiego rezultatu japońscy tenisiści musieli czekać przeszło 70 lat; dopiero w 2008 na 1/8 finału swój występ zakończył nastoletni Kei Nishikori.
W 1938 Nakano doszedł do 1/8 finału mistrzostw Francji, eliminując m.in. znanego Amerykanina Gene Mako i przegrywając z zawodnikiem z Czechosłowacji Frantiskiem Cejnarem. Na Wimbledonie w tymże sezonie lepszy od Nakano okazał się w III rundzie Franjo Kukuljevic, a w mistrzostwach USA, w rundzie II, Gilbert Hunt (po pojedynku pięciosetowym).
W latach 1937–1938 Nakano występował także w reprezentacji w Pucharze Davisa. W 1937 Japończycy rozpoczęli rywalizację od półfinału strefy amerykańskiej i przyszło im od razu mierzyć się z silnymi Amerykanami; Nakano uległ w grze pojedynczej Donowi Budge’owi i Frankowi Parkerowi (Pajkowskiemu), a w deblu (w parze z Yamagishim) Budge’owi i Mako. Wobec równie niepomyślnego występu Jiro Yamagishiego spotkanie zakończyło się rezultatem 5:0 dla ekipy amerykańskiej, która potwierdziła wysokie aspiracje sięgając ostatecznie po Puchar Davisa, po zwycięstwie nad broniącymi trofeum Brytyjczykami. Ówczesny regulamin rozgrywek, ograniczający udział ekipy zwycięskiej jedynie do spotkania z pretendentem wyłonionym z grona pozostałych reprezentacji, sprawił, że w 1938 Amerykanów zabrakło na drodze Japonii; Japończycy z Nakano w składzie łatwo wyeliminowali Kanadyjczyków i osiągnęli finał strefy umownie nazywanej amerykańską. Na tym etapie lepsi okazali się Australijczycy pod wodzą Harry’ego Hopmana, z silnymi Adrianem Quistem i Johnem Bromwichem w składzie. Nakano przegrał z Quistem, w parze z Yamagishim uległ w grze podwójnej Quistowi i Bromwichowi, natomiast spotkania singlowego z Bromwichem nie dokończył; mecz przerwano przy stanie 2:1 w setach dla Australijczyka i po 12 w partii czwartej. Australia prowadziła już w tym momencie w spotkaniu 3:1 i wynik tego pojedynku nie miał znaczenia dla wyłonienia zwycięskiej ekipy.
Do 1951 Japończycy pozostawali poza rozgrywkami o Puchar Davisa. W 1951 reprezentacja Japonii przystąpiła do rywalizacji o Puchar Davisa pod kierunkiem przedwojennego wicemistrza olimpijskiego Ichiyi Kumagae i znalazł się w jej składzie weteran Fumiteru Nakano, jako najbardziej doświadczony zawodnik. Japończykom przyszło ponownie grać z ekipą amerykańską i tak jak kilkanaście lat wcześniej Amerykanie wygrali 5:0. Nakano uległ Dickowi Savittowi w trzech setach (nie wykorzystując w pierwszej partii pięciu piłek setowych), w deblu w parze z Goro Fujikurą musiał uznać wyższość Billa Talberta i Tony’ego Traberta, wreszcie w ostatnim dniu spotkania, toczonym w wyjątkowym upale (zemdlało troje widzów), przegrał z młodszym o szesnaście lat Trabertem. Mimo tego niepowodzenia Nakano znalazł się jeszcze w reprezentacji w kolejnym sezonie, ale ponownie jego zespół uległ Amerykanom i ponownie 0:5. Nakano wystąpił w deblu w parze z nowym kapitanem zespołu Jiro Kumamaru (przegrali z Gardnarem Mulloyem i Billem Talbertem), a potem zastąpił Kumamaro w singlu, ulegając Vicowi Seixasowi (drugim reprezentantem Japonii w grze pojedynczej był Atsushi Miyagi).
Łączny bilans gier Fumiteru Nakano w Pucharze Davisa to trzy wygrane i dziesięć porażek (w grze pojedynczej dwie wygrane i sześć porażek). Z powojennych występów turniejowych Nakano na uwagę zasługują mistrzostwa USA 1951, w których Japończyk osiągnął III rundę; uległ wówczas Billowi Talbertowi.